# 荒川第一調節池
荒川第一調節池（あらかわだいいちちょうせつち）は、埼玉県さいたま市桜区から戸田市にかけてある、荒川洪水時の被害に備えた調節池。3,900万立方メートルの貯水容量を持ち、調節池内には、貯水池である彩湖がある。

## 概要
荒川中流域下流部および下流域上流部の左岸に所在。上流端は羽根倉橋下、下流端は幸魂大橋と笹目橋の間となっており、区間延長は8.1kmとなっている。荒川とは「囲繞堤」で、堤内地とは「周囲堤」で分離されている。

## 歴史
1973年に、旧建設省により荒川中流域における洪水・渇水対策として計画された、5つの調節池群のひとつである。現在のところ、この荒川第一調節池のみが完成している。この調節池のすぐ北（羽根倉橋から上江橋）に荒川第二・第三調節池が事業中であるほか、荒川第四調節池、荒川第五調節池なども計画されている。
- 1995年、荒川貯水池彩湖と命名される。
- 1997年3月、彩湖完成[3]
- 1999年8月、記録的豪雨において治水効果を発揮（効果を参照）。
- 2003年度、荒川第一調節池完成[3]。
- 2019年（令和元年）令和元年東日本台風（台風19号）により過去最大の貯水量を記録（後述）。

## 調節池内や周辺の施設・環境

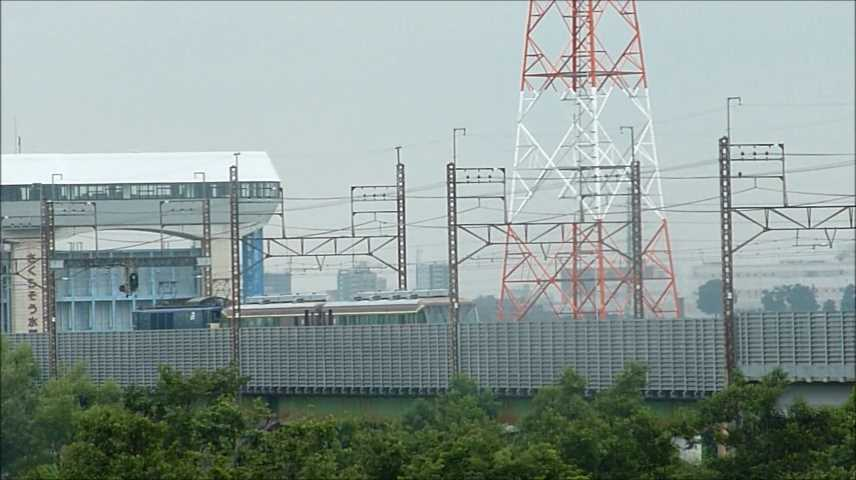
さくら草水門と武蔵野線荒川橋梁

荒川の広大な河川敷ということもあり、ゴルフ場や公園等に整備されている。
- 秋ヶ瀬公園（さいたま市桜区） - 北部にはハンノキ林が広がる。
- さくら草公園（同上）
  - さくら草公園ソフトボール場
  - 田島ヶ原サクラソウ自生地
- 鴨川（さいたま市桜区、朝霞市） - 当調節池付近で荒川に合流。
  - 昭和水門（さいたま市桜区） - 閉門時は周囲堤の一部となる[1]。
  - さくら草水門（朝霞市[4]） - 閉門時は囲繞堤の一部となる[5]。
- 荒川彩湖公園（さいたま市南区）
- 彩湖・道満グリーンパーク（戸田市）
- 彩湖自然学習センター（同上） - 戸田市立郷土博物館別館。
- ヤクルト戸田球場（同上） - 東京ヤクルトスワローズ二軍（日本プロ野球イースタン・リーグ）の本拠地[6]。
- 戸田西IC（戸田市） - 東京外環自動車道のインターチェンジ。
- 荒川水循環センター（同上）
  - 荒川水循環センター上部公園
- 笹目公園（戸田市）
- 笹目橋（東京都板橋区、埼玉県和光市、戸田市）
  - 首都高速5号池袋線（同上） - 橋の近く（戸田市）に戸田南出入口がある。
  - 国道17号（新大宮バイパス）（同上） - 東京都道・埼玉県道68号練馬川口線と重複。

## 橋梁
※上流から
- 羽根倉橋 - 国道463号・埼玉県道215号宗岡さいたま線（浦和所沢バイパス）
- 秋ヶ瀬橋 - 埼玉県道40号さいたま東村山線・埼玉県道79号朝霞蕨線（志木街道）
- 荒川橋梁 - 武蔵野線
- 幸魂大橋 - 東京外環自動車道、国道298号

## 彩湖

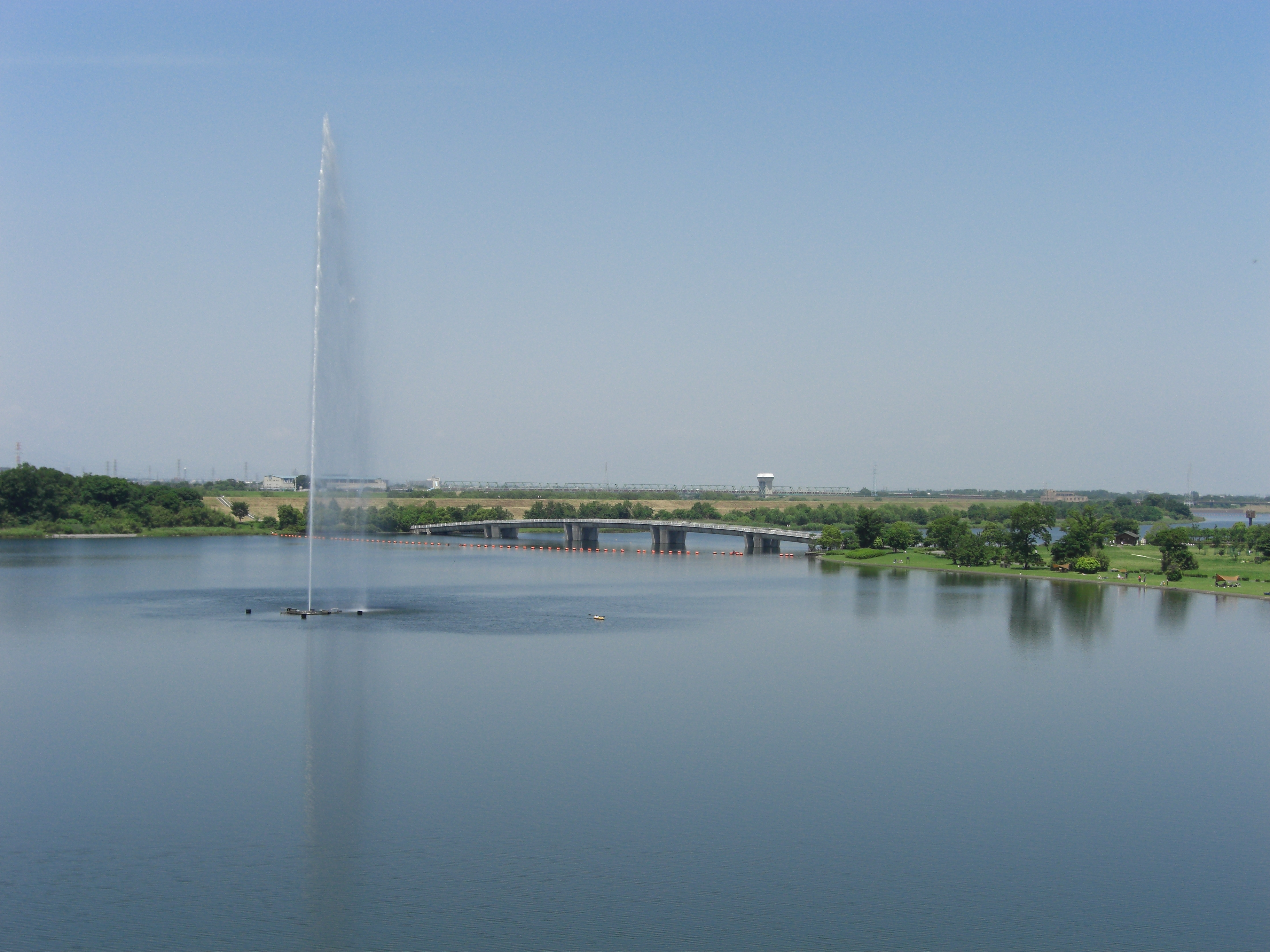
荒川第一調節池 彩湖

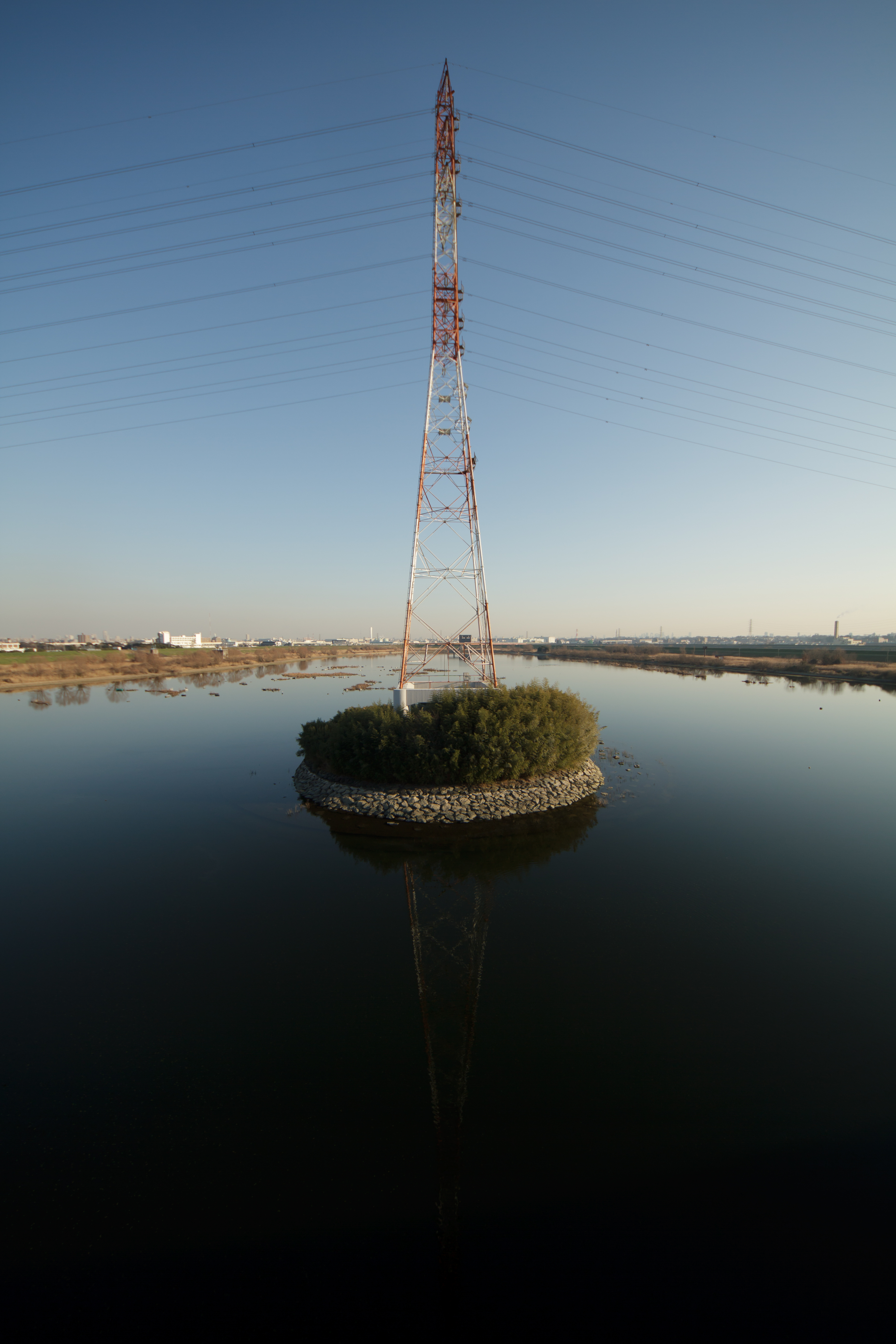
送電鉄塔（中の島）

彩湖（さいこ）は、荒川第一調節池（上記）内にある貯水池として1997年（平成9年）に完成した。全長8.1km、面積は1.18km2、総貯水量は1,060万m3に及び、中央付近を東西に幸魂大橋が架かる。湖下流に（下流から順に）調節池排水門、水位調節堰、上流に流入堤があり、平常時は調節池排水門は開いており、秋ヶ瀬取水堰で取水し、水位調節堰で水位を調節している。また、噴水でプランクトンの細胞を破壊し、湖の3箇所に設置したパイプから気泡を発生させた曝気循環などで水を対流させ水質保全対策をし、首都圏への水道水を安全供給している。さらに、湖底から水を汲み上げ、幸魂大橋より上流の4箇所で設置された階段状の滝から流すことで水中に酸素を送ることが出来る。荒川で洪水が発生すると調節池排水門が閉まり、小洪水時には鴨川を遡上した洪水が田島ヶ原サクラソウ自生地を冠水させ、中洪水時には羽根倉橋付近にある越流堤から調節池の上流ブロックに洪水が流入し、大洪水時には上流ブロックの水が流入堤を越えて彩湖のある貯水池ブロックへ流入する。調節池に水が入るおおよそ1時間前および30分前にはサイレンが鳴動する。調節池排水門は、荒川の流量低減後、再び開く。
- 湖上流の左岸には、荒川彩湖公園が広がる。
- そのさらに下流の左岸には、荒川の旧流路を利用した彩湖・道満グリーンパークが広がる。
- 幸魂大橋より下流に、中の島と呼ばれる送電線用の島がある。
- さらに下流には、植生筏（いかだ）がある。
- 幸魂大橋より下流は、首都圏に残された貴重な自然を保護するため、立ち入りが禁止されている。
- 7月 - 9月は、洪水を貯める容量を確保するために水位を約2.3m下げている[9]。

### 効果
- それまでの夏の水不足が緩和されるようになる。
- 完成してまもなくの1999年（平成11年）8月13日夜から降り始めた熱帯低気圧による豪雨では、埼玉県・神奈川県・東京都の山間部を中心に記録的豪雨が観測され、同年8月14日夜までに秩父市や大滝村（現･秩父市）での雨量が450ミリを超え、気象庁は記録的短時間大雨情報を出し、荒川中流の熊谷観測所で水位は5.33m（14日午後9時）、治水橋で11.31m（15日午前5時）に達し、観測開始以来最高の水位を記録した。このとき、彩湖に初めて洪水の水が流れ、流入堤から最大1秒間に690立方メートルも水が流れ込み、ピーク時には2,070万トン貯水した。当調節池があったことにより、荒川下流部で一番低い京成押上線荒川橋梁地点で水位を39cm下げたとされ、ここより上流での洪水調節がなかったとすると、水位は桁下まであと7cmに迫ったと考えられている[1]。

- 令和元年東日本台風（台風19号）において総貯留量3900万トンのうち、3500万トンの水を貯留し、過去最高の貯水量となった。